# Scleropodium apiculigerum
Scleropodium apiculigerum là một loài Rêu trong họ Brachytheciaceae. Loài này được (Lindb. & Arnell) J.-P. Frahm miêu tả khoa học đầu tiên năm 1995.